# Buddyzm w Japonii – kalendarium
Buddyzm w Japonii – kalendarium

## Wstęp
Gdy na początku VI wieku Japonia zetknęła się z buddyzmem, doszło do starcia dwu potężnych rodów arystokratycznych: Soga i Mononobe. Umako Soga wybudował pierwsze sanktuarium buddyjskie, które musiał później spalić na skutek protestu rodu Mononobe i innych rodów arystokratycznych. Dopiero żarliwość księcia Shōtoku przełamała częściowo tę niechęć.

## Kalendarium
- 538 Do miejscowości Asuka, gdzie rezydował władca Yamato, przybywa poselstwo z Korei (Baekje) przynosząc cesarzowi statuę Buddy, sztandary z buddyjskimi napisami, baldachimy i księgi ze świętymi tekstami.
- 584 Umako Soga buduje pierwsze buddyjskie sanktuarium w swojej rezydencji w Ichikawie, gdzie kapłankami są trzy koreańskie mniszki, wśród nich Zenshinni.
- 588 Umako Soga funduje Asuka-dera (Hōkō-ji) – pierwszy klasztor męski.
- 593 Książę Shōtoku zostaje regentem i buduje Shitennō-ji (ukończony w 596 r.).
- 594 Buddyzm zostaje proklamowany religią państwową.
- 607 Ukończenie budowy Hōryū-ji.
- 623 W Japonii jest już 46 klasztorów i świątyń, 816 mnichów i 569 mniszek.
- 625 Koreański mnich Ekwan (Ekan) wprowadza do Japonii koreańską szkołę samnon, odpowiednik chińskiej szkoły sanlun (szkoła Trzech Traktatów czyli madhjamika). W Japonii znana będzie pod nazwą sanron-shū.
- 635 Powstanie idealistycznej szkoły hossō, odpowiednika chińskiej szkoły faxiang, czyli jogaczary (dharmalakszany). W Japonii znana będzie także jako yuishiki.
- 660 Oficjalne wprowadzenie nauk jogaczary (hossō) do Japonii przez mnicha Dōshō.
- 678 Dōkō oficjalnie wprowadza szkołę winai (chiń. lüzong) czyli ritsu.
- 692 W Japonii jest już 545 świątyń i klasztorów.
- 735 Oficjalne wprowadzenie nauk jogaczary (hossō) przez Gembō.
- 736 Daoxuan wprowadza do Japonii nauki chińskiej szkoły huayan (jap. kegon)
- 741 Kopie Sutry Złotego Światła są rozpowszechniane po całej Japonii. Odegrało to olbrzymią rolę przy szerzeniu buddyzmu.
- 752 Rozpoczynają się ceremonie dedykacyjne Wielkiego Buddy w Tōdai-ji.
- 788 Saichō zakłada klasztor Enryaku.
- 805 Saichō/Dengyō Daishi zakłada japoński odpowiednik chińskiej szkoły tiantai – tendai.
- 806 Kūkai/Kobo Daishi wprowadza nauki chińskiej mistycznej szkoły zhenyan (mantrajana) – shingon.
- 938 Kūya rozpoczyna propagowanie amidyzmu.
- 1035 Początek otwartej wojny pomiędzy Enryaku-ji (tendai sammon) i Mii-derą (tendai jimon).
- 1124 Ryōnin zakłada szkołę yūzū nembutsu.
- 1175 Hōnen zakłada szkołę jōdo shū.
- 1180 Spalenie Tōdai-ji i Kōfuku-ji przez klan Taira za popieranie klanu Minamoto.
- 1191 Eisai Myōan wprowadza nauki chińskiej szkoły chan (jap. zen) linji – rinzai.
- 1202 Eisai buduje Kennin-ji.
- 1224 Shinran zakłada szkołę jōdo shinshū.
- 1227 Eihei Dōgen wprowadza szkołę caodong chińskiego chanu – sōtō.
- 1244 Dōgen buduje Daibutsu-ji (Eihei-ji).
- 1253 Nichiren Daishōnin zakłada szkołę hokke, zwaną później nichiren-shū.
- 1267 Daiō Kokushi powtórnie wprowadza do Japonii szkołę liniji – rinzai.
- 1324 Shūhō Myōchō zakłada Daitoku-ji.
- 1339 Musō Soseki zakłada Tenryū-ji.
- 1342 Kanzan Egen zostaje pierwszym opatem Myōshin-ji
- 1465 Mnisi z Enryaku-ji palą świątynię Hingan szkoły jōdo shin
- 1524 Mnisi z Enryaku-ji palą świątynie szkoły nichiren w Kioto.
- 1532 Wyznawcy szkoły nichiren palą Hongan-ji szkoły jōdo shin
- 1536 Mnisi z Enryaku-ji palą świątynie szkoły nichiren w Kioto.
- 1571 Oda Nobunaga niszczy klasztory i świątynie na górze Hiei (i inne, razem pali 3000 klasztorów, niektóre z mnichami).
- 1654 Yinyuan Longqi przybywa do Japonii i odnawia podupadłe szkoły zen rinzai i sōtō oraz zakłada szkołę zen ōbaku.
- 1681 Tetsugen kończy pracę nad drewnianymi płytami do druku całego kanonu buddyjskiego w 6,771 tomach.
- XVII wiek–1945 Okres podporządkowywania buddyzmu państwu i szereg działań przeciwko buddyzmowi.
- 1758 Hakuin Ekaku zakłada Ryūtaku-ji. Ojciec nowoczesnego rinzai.
- 1868 Rozpoczyna się okres Meiji. Antybuddyjskie ustawy.
- 1883 Nanjio Bunyiu publikuje Katalog chińskich tłumaczeń buddyjskiej Triptaki.
- 1905 Shaku Sōen wprowadza zen do USA
- 1913 Światowy kongres buddyjski w Tokio.
- 1924 Rozpoczęcie wydawania stutomowego kanonu ksiąg buddyjskich zawierających 2920 tekstów buddyjskich Chin, Azji Środkowej, Korei i Japonii. Edycję ukończono w 1934 r.
- 1955–1961 Pod redakcją D.T. Suzukiego ukazuje się tzw. pekińska wersja bka'.'gyur i bstan.'gyur – kanonicznych ksiąg tybetańskich.